# Songdo
Songdo, ou la ville internationale de Songdo (en coréen : 송도국제도시 (Songdo Gugje Dosi)), est une ville nouvelle bâtie sur un polder de 610 ha gagné sur la mer Jaune dans la métropole d'Incheon, Corée du Sud. Elle est connue comme la première Ville Intelligente (en anglais Smart City).
Sa position géographique est stratégique puisque la ville est proche de l'aéroport international d'Incheon et de la capitale Séoul, située à 50 km. Songdo fait partie de la zone franche d'Incheon, ainsi que les villes de Yeongyong et Cheongna. Depuis le début des travaux en 2003, environ 33 milliards d'euro (45.269 milliards en wons sud-coréens) ont été investis dans sa construction. Aujourd’hui, la ville compte 167 346 habitants.

## Conception et développement
À partir des années 60, la population de Séoul augmente considérablement, engendrant une pénurie de logements et une baisse de la qualité du cadre de vie. Pour cette raison, le gouvernement déclenche un plan de développement du logement dans les zones périphériques de la capitale, notamment à Incheon. C’est ici que le gouvernement local conçoit la construction de Songdo, avec pour projet une ville offrant aux habitants un cadre de vie agréable et sain à travers l’usage du numérique.
La création en 2002 de la zone franche d’Incheon encourage les investissements étrangers à faveur du projet grâce à des systèmes de dérégulation et de bénéfices fiscaux. Cette construction est menée  par un consortium privé composé de l'entreprise américaine Gale International (61 %), du producteur d'acier POSCO (30 %) et de la banque d'investissement Morgan Stanley (9 %), soutenu par la municipalité d'Incheon. Le cabinet d’architecture Kohn Pedersen Fox développe également le projet et Cisco Systems est chargé de la réalisation de dispositifs urbains intelligents afin d’améliorer l’efficience de la ville.
Outre sa fonction d'habitat, la ville a pour objectif de devenir un centre d'affaires internationales. 3.25 million m² sont aujourd'hui dédiés  à l’habitat et 3.7 million m² aux commerces. On y trouve plusieurs gratte-ciels résidentiels ou des bureaux, des écoles, des hôpitaux ainsi que des infrastructures culturelles. Parmi ces gratte-ciels, le Northeast Asia Trade Tower (NEATT) terminé en mars 2011 est le deuxième plus haut bâtiment de Corée du Sud, culminant les 305 mètres de hauteur, derrière la Lotte World Tower de Séoul inaugurée en 2017 et culminant à 555 mètres de hauteur. La Tour d'Incheon, encore en construction, atteindra une hauteur de 487 mètres. Le centre de congrès "Songdo Convensia", ouvert en octobre 2008, possède un hall d'expositions proposant un grand espace sans colonnes (144 mètres), le plus grand du pays. L'université d'Incheon s'y est relocalisée en 2009.

## Une ville écologique
Conçue comme une ville durable, l'écologie y tient une place importante. La ville a ainsi été désignée pour accueillir le siège du Fonds vert pour le climat. Songdo est construite autour d'un parc central de 41 hectares rappelant le Central Park à New York. La cité, équipée d'un terrain de golf, de pistes cyclables, de taxis fluviaux et d'un métro n'émettant quasiment pas de CO2, est composée de buildings couverts de toits végétaux et de panneaux solaires. Elle comprend aussi 40 % d'espaces verts. C'est la première cité à être constituée exclusivement de bâtiments à haute qualité environnementale selon le standard LEED.
Depuis les logements, les déchets sont amenés directement à une usine d'incinération par un aspirateur central, évitant ainsi l'utilisation de camions de ramassage et permettant la production d'électricité. Ces pistes cyclables s’étendent sur près de 26 km, et ces transports fluviaux proposent un nouveau mode de déplacement.

## Une ville intelligente
Différentes caméras et capteurs sont installés dans la ville afin de collecter des données qui sont stockées et analysées dans le but d'offrir des services publics et privés aux habitants. Ces informations sont complétées par des données partagées par des organisations externes, également à l’échelle provinciale et nationale, comme le centre d’information routière d’Incheon ou l’Institut de la Santé et de l’Environnement.

### Exemples de services publics
Transports et mobilité
L’installation de dispositifs sans fil améliore la gestion du trafic et renforce la sécurité des usagers. Ils permettent, notamment, d’afficher les horaires des transports, d’identifier des imprévus sur les lignes et de guider les automobilistes vers les parkings disponibles.
Sécurité
Des caméras enregistrent les plaques d’immatriculation et vérifient s’il s’agit de voitures volées ou si elles appartiennent à des personnes accusées de fraude fiscale. Ce système de surveillance permet également à travers les bruits et les mouvements de localiser et d’agir sur des situations dangereuses ou d'urgence, comme des disputes.

## Critiques
Certaines recherches mettent en discussion l’enthousiasme envers cette ville intelligente coréenne, notamment en ce qui concerne l’innovation des services offerts, déjà présents dans d’autres villes. En outre, les données partagées avec les citoyens sont assez limitées et peu intéressantes. Il s’agit, en effet, d’informations (météo, trafic, etc.) que l’on peut trouver sur d’autres sites nationaux.
Les prix des loyers, jusqu’à deux fois plus élevés que d'autres zones d’Incheon et la création d’espaces réservés aux étrangers, ouvrent également le débat sur les inégalités sociales engendrées par ce type d’aménagement.